# Лоуренс Александер Сідні Джонсон
Лоуренс Александер Сідні Джонсон (англ. Lawrence Alexander Sidney Johnson) — австралійський ботанік.

## Біографія
Лоуренс Джонсон народився 26 червня 1925 року у Челтнемі, передмісті Сіднея, в родині Елджернона Сідні Джонсона і Емілі Маргарет Менсон-Джонсон. Початкову освіту здобував у Сіднеї і Парраматті. З 1941 року вивчав ботаніку в Сіднейському університеті. 1948 року закінчив його, захистивши дисертацію, що являла собою переробку систематики родини Казуаринових.
З 1948 року Джонсон працював в гербарії Королівського ботанічного саду у Сіднеї. Він займався обробкою гербарних зразків родини Саговникові для відповідного розділу Flora of New South Wales. Потім Лоуренс Джонсон досліджував систематику роду Евкаліпт, він запропонував розділити його на 12 дрібніших родів.
У 1962-1963 роках Джонсон працював у гербарії Королівських ботанічних садів в К'ю у Лондоні. З 1972 року Лоуренс був директором Королівського ботанічного саду у Сіднеї. 1979 року він отримав підтримку держави на створення повної монографії флори Австралії. Під його керівництвом в саду було побудовано кілька нових будівель і лабораторій. 1981 року Джонсон брав участь в організації XIII Міжнародного ботанічного конгресу.
У 1985 році Лоуренс Джонсон пішов з посади директора ботанічного саду, продовживши роботу почесним науковим співробітником та призначеним почесним директором. Через кілька років він був позбавлений останнього статусу через суперечності з адміністрацією ботанічного саду, однак 1997 року був відновлений в цьому статусі.
Помер 1 серпня 1997 року.

## Нагороди
- Медаль Кларка Королівського товариства Нового Південного Уельсу (1979)
- Медаль Мюллера (1984)
- Член Академії наук Австралії (1986)[4]
- Член Ордена Австралії (1987)[5]

## Роди і деякі види рослин, названі на честь Лоуренса Джонсона
- Lasjia P.H.Weston & A.R.Mast, 2008
- Bassia johnsonii Ising, 1964 (Sclerolaena johnsonii (Ising) A.J.Scott, 1978)
- Daphnandra johnsonii Schodde, 2007
- Davidsonia johnsonii J.B.Williams & G.J.Harden, 2000
- Eucalyptus johnsoniana Brooker & Blaxell, 1978
- Grevillea johnsonii McGill., 1975
- Macrozamia johnsonii D.L.Jones & K.D.Hill, 1992
- Notelaea johnsonii P.S.Green, 1968
- Typhonium johnsonianum A.Hay & S.Taylor, 1996
- Xanthorrhoea johnsonii A.T.Lee, 1966